# Нидбайкин, Виталий Анатольевич
Вита́лий Анато́льевич Нидба́йкин (22 мая 1961, Коломна, Московская область, РСФСР, СССР) — советский и российский футболист, нападающий и полузащитник. Входит в список 33 лучших игроков за всю историю брянского футбола.

## Ранние годы
Родился в Коломне, где его отец, уроженец Брянска, работал по распределению после окончания Брянского государственного технического университета. Затем его отца, бывшего офицером запаса, призвали в армию. В горьковской спортшколе он сидел за одной партой с Андреем Хомутовым. Затем Нидбайкин перебрался в Брянск, где по настоянию родителей поступил в Брянский государственный технический университет, который в своё время заканчивал его отец, хотя сам хотел учиться в институте физкультуры. Там же начал заниматься и футболом, сначала выступал за любительские команды «Стальзавод» и «Десна», а когда поступил на 5-й курс и, благодаря этому, получил больше свободного времени, смог начать выступать за брянскую команду мастеров — «Динамо».

## Клубная карьера
С 1983 по 1985 год в составе брянского «Динамо» провёл 67 матчей, в которых забил 14 мячей. В 1986 году перешёл в воронежский «Факел», в составе которого выступал до мая, сыграв за это время 6 матчей, после чего вернулся в брянское «Динамо», где и доиграл сезон, проведя 22 матча и забив 2 мяча.
Затем выступал в составе «Динамо» вплоть до 1991 года, проведя за это время 165 матчей, забив 33 гола в ворота соперников. Став, вместе с командой, чемпионом РСФСР 1989 года, удостоен звания Мастер спорта СССР (в финальном розыгрыше провёл 5 матчей и забил 6 мячей). Кроме того, в сезоне 1991 года «отличился» одним автоголом. Будучи полузащитником является восьмым по результативности игроком в истории брянского «Динамо» с результатом — 64 гола.
В 1992 году перешёл в «Кубань», в составе которой дебютировал в Высшей лиге России, всего в том сезоне сыграл 24 матча, в которых забил 4 мяча. В 1993 году переехал в Финляндию, где продолжил карьеру в клубе «ПК-37» из города Ийсалми, сыграл в 2 встречах, после чего пополнил ряды клуба «Малакс» из одноимённого муниципалитета провинции Похьянмаа, где и доиграл сезон, забив 9 голов.
В 1994 году вернулся на родину, где продолжил карьеру в выступавшем в Третьей лиге России клубе «Астратекс», в составе которого сыграл 20 матчей и забил 5 мячей. В 1995 году перешёл в «Орехово» из Орехово-Зуево, где и провёл сезон, сыграв 27 матчей и забив 1 гол в первенстве, и ещё 3 встречи проведя в Кубке России.
Сезон 1996 года провёл в миасском «УралАЗ», за который сыграл 40 матчей в первенстве, забив 4 мяча, и 5 встреч в Кубке, в которых забил 2 гола. В 1997 году снова уехал в Финляндию, пополнив состав «Малакса», в котором уже выступал ранее, там же в итоге и завершил карьеру, проведя в 1997—1999 годах свои последние профессиональные сезоны, сыграв 71 матч и забив 43 гола. В 1999 году команда из городка Малакс впервые в истории играла во 2 дивизионе первенства Финляндии. Нидбайин по итогам опроса журналистов и болельщиков, проведенного в 2000 году, вошёл топ 11 игроков за всю историю клуба. По словам самого Нидбайкина, он, вместе с другими легионерами из России, стоял у истоков подъёма финского футбола.

## После карьеры
После завершения карьеры профессионального игрока стал работать на общественных началах в исполкоме областной федерации футбола, тренирует любительскую команду «Дружба» и занимается развитием ветеранского футбола.
В 2000 году, вместе с несколькими бывшими одноклубниками, создал общественную организацию «Ветераны брянского футбола». Вместе с другими ветеранами участвует в первенствах России своего возраста и в товарищеских матчах, организует встречи с ровесниками из других городов и стран.
В 2008 году некоторое время был советником генерального директора брянского «Динамо», Нидбайкина прочили в начальники команды, однако в итоге ушёл, так и не найдя общий язык с руководством клуба.

## Политическая карьера
Является депутатом Брянской областной Думы 5-го созыва — 2009—2014 г., в которой возглавлял (с 2009 до июня 2010 года) Комитет по молодёжной политике, физкультуре и спорту.

## Достижения
- Победитель 1-й зоны Второй лиги: 1985
- Серебряный призёр 5-й зоны Второй лиги (2): 1983, 1989
- Чемпион РСФСР: 1989